# Фрагментарна гіпотеза
Фрагмента́рна гіпо́теза (англ. Fragmentary Hypothesis) — це гіпотеза походження П'ятикнижжя Біблії. Відповідно до фрагментарної гіпотези текст П'ятикнижжя був написаний одним невідомим автором з різноманітних письмових та усних джерел.
Поряд з Документарною гіпотезою та гіпотезою додатків є однією гіпотез походження П'ятикнижжя. Гіпотеза пояснює величезну кількість суперечностей та розбіжностей у П'ятикнижжі тим, що автор створював книги з різноманітних джерел, які часто містили суперечливі дані, різні імена одних і тих самих людей, різне літочислення, різні назви географічних об'єктів тощо